# University of Wisconsin–Green Bay

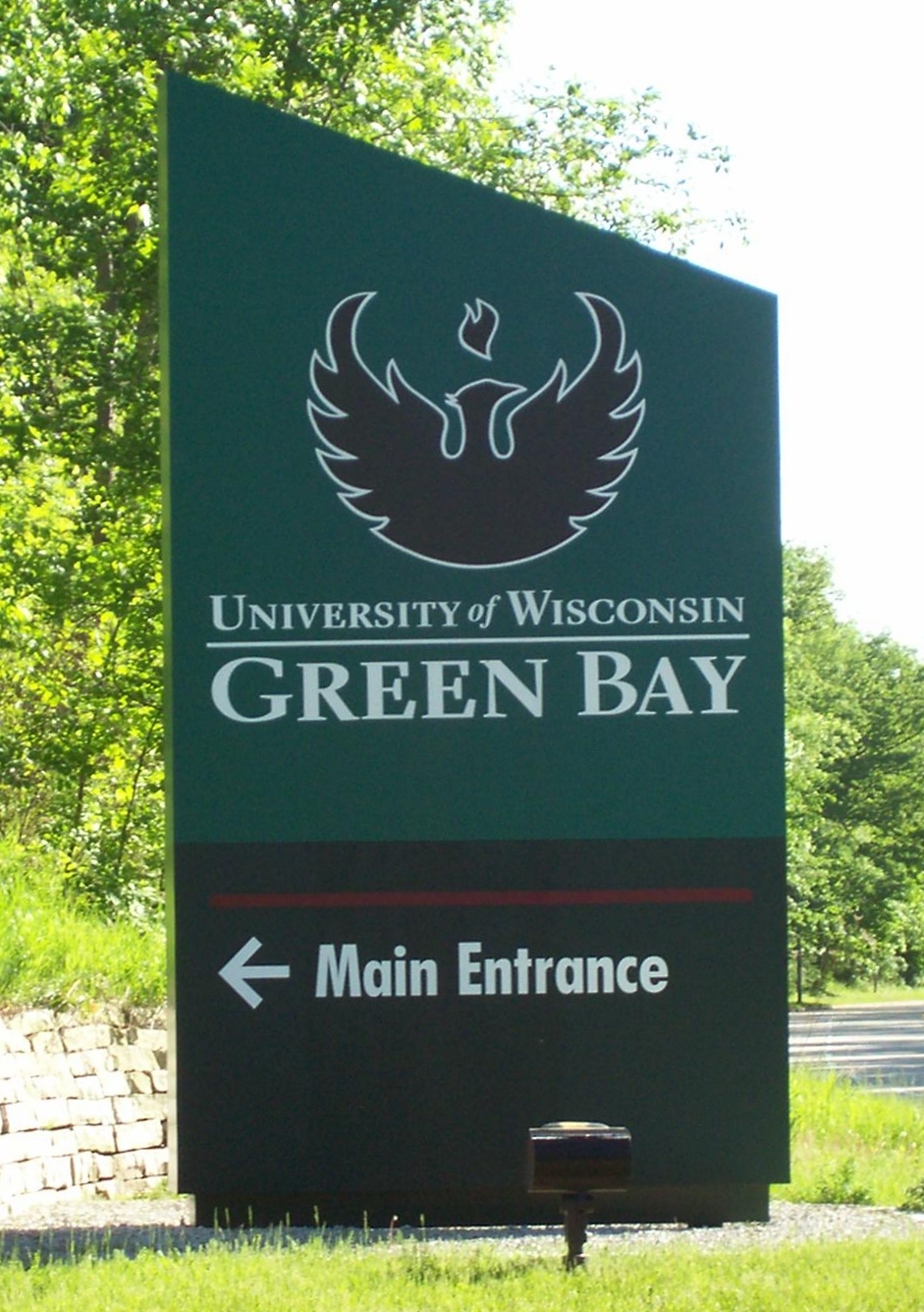

Die University Wisconsin-Green Bay (UW-Green Bay, UWGB oder Green Bay) ist eine Universität in Green Bay im US-Bundesstaat Wisconsin. Gegründet wurde sie 1965. Das Motto lautet „Ad Scientam Renovandam“ (deutsch: Zum Verbessern der Wissenschaft).

## Sport
Zur Universität gehört das Basketballteam Green Bay Phoenix. Es läuft in grünen bzw. weißen Trikots auf. Eine Männer- sowie Frauenmannschaft ist vorhanden.